# Triakel

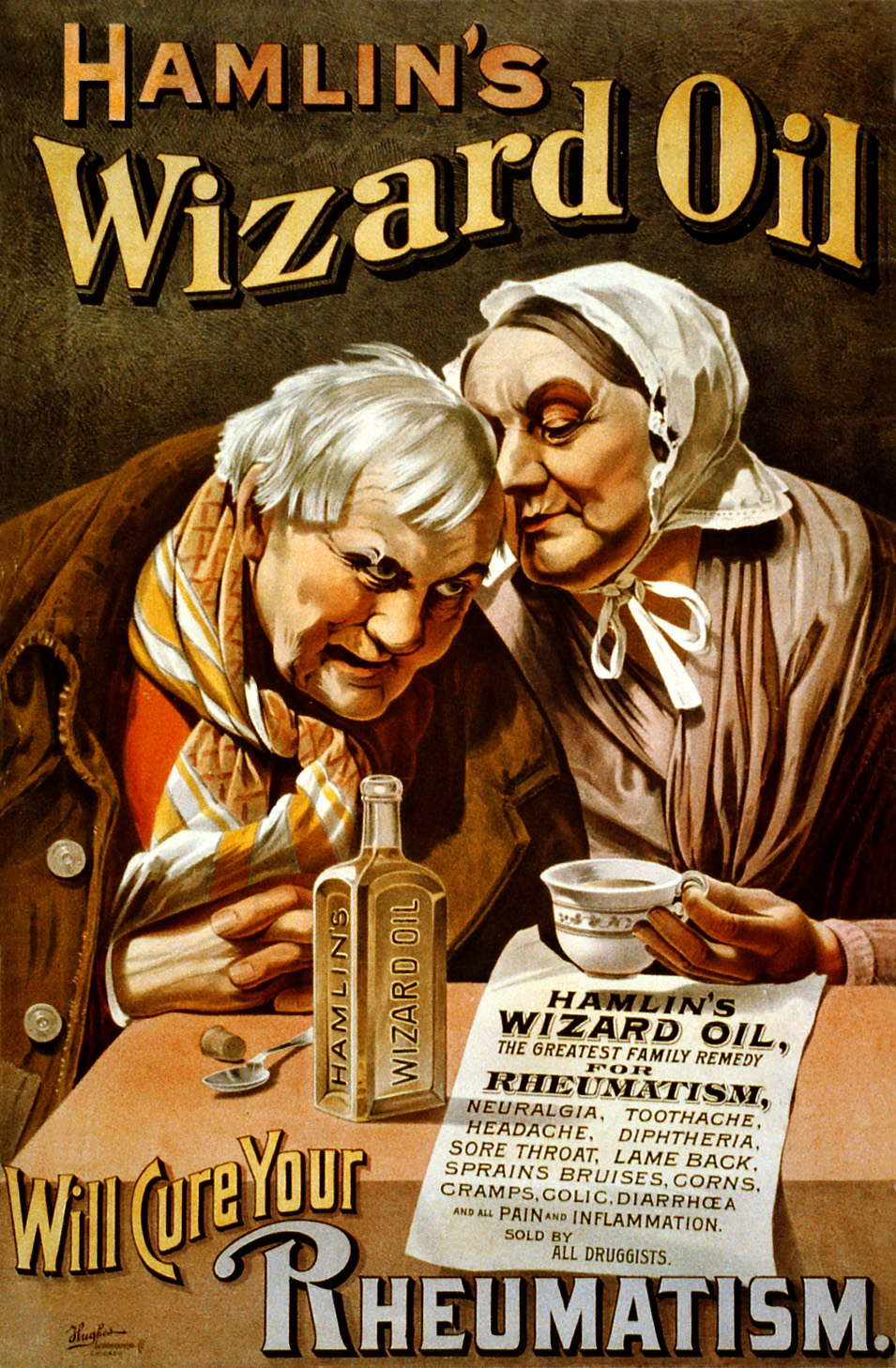

Triakel is een volksverhaal uit de Lage Landen.

## Het verhaal
De grootmoeder van Tetje Roen heeft gaten in de kousen, maar heeft een vrolijk hart. De moeder van Tetje Roen is een nette en zorgelijke weduwe. Tetje Roen doet wat hij wil en heeft twaalf ambachten en dertien ongelukken. Op een dag gaat hij als kermisgast aan de slag. Hij werkt bij een wonderdokter en moet klanten aantrekken. Hij roept triakel mirakel en het volk koopt een wonderdrankje. Het is keukenstroop met gestampte zwavel. Door de komst van Tetje doet de wonderdokter goede zaken, maar Tetje krijgt droog en beschimmeld brood. Op een dag vertelt hij de mensen dat het middel erger is dan de kwaal, en de klanten gooien de flesjes stuk. Tetje gaat naar huis en zijn moeder zegt dat mensen die niet werken geen eten krijgen. Zijn grootmoeder maakt echter een lekker maaltje klaar.
Tetje timmert een eigen schavotje en maakt een eigen triakel en krachtpillen. Hij verkoopt meer dan zijn baas en van het geld koopt hij een degelijke rok voor zijn moeder en voor zijn grootmoeder een fles brandewijn. Peter de Grote komt in het land en Tetje legt de drank aan met jenever in plaats van water. Tetje wordt beroemd en mensen kopen graag wat de keizer koopt. Tetje trouwt en woont in een mooi huis aan de Herengracht, zijn kinderen plassen in luiers van zijde. 's Nachts haalt Tetje wonderkruiden die groeien langs de gracht. Zijn recepten zijn geheim en op een dag wordt hij ziek. Zijn moeder geeft hem elk uur twee lepels van het wonderdrankje en een krachtpil toe. Als grootmoeder dit merkt, pakt ze het drankje af en vertelt dat een wonderdokter nooit zijn eigen middel mag gebruiken.
Tetje knapte op en de voorraadkast gaat op slot. Hij sterft op hoge leeftijd en de mensen vinden een zak paardenvijgen en koeienvlaaien. Ook staat erook een kistje houtskool en een tonnetje reuzel. Met een puts grachtwater en een vijzel wordt het drankje bereid. De krachtpillen bestaan uit varkensvet met gestampte houtskool en het is een groot schandaal. Het deert Tetje niet meer. En Tetjes dochters erven zijn geld en hebben meer dan genoeg voor de rest van hun leven.